# Masayoshi Yamazaki
Masayoshi Yamazaki  (山崎 まさよし Yamazaki Masayoshi?), nato Masayoshi Yamazaki (山崎 将義?, Yamazaki Masayoshi), (Kusatsu, 23 dicembre 1971) è un cantautore e chitarrista giapponese di rock, pop e blues, benché nel corso della sua carriera abbia registrato anche ballad al pianoforte.
Ha inoltre suonato la batteria, le percussioni, il sassofono ed il glockenspiel in alcuni dei suoi album.
Nel 1996 ha debuttato con l'album Allergy no tokkoyaku, ma ottiene popolarità solo l'anno successivo, quando viene pubblicato il suo secondo lavoro HOME che contiene il brano One More Time, One More Chance, il suo brano più celebre. Dieci anni dopo, nel 2007, il brano sarà utilizzato nel film d'animazione giapponese di Makoto Shinkai 5 cm al secondo, che ha dato al cantante nuova popolarità.

## Discografia

### Singoli
- Tsukiakari ni Terasarete (1995)
- Chuka Ryori (1996)
- Serori (1996)
- One more time, One more chance (1997)
- Adrenaline (1997)
- Furimukanai (1997)
- Mizu no Nai Suisou (1998)
- Boku ha Koko ni Iru (1998)
- Passage (1999)
- Yawarakai Tsuki (2000)
- Ashita no Kaze (2000)
- Plastic Soul (2001)
- Shinpakusu (2002)
- Zenbu Kimi datta (2003)
- Mikansei (2003)
- Boku to Furyo to Koutei de (2003)
- Bokura ha Shizuka ni Kieteiku (2004)
- Biidama Bouenkyou (2004)
- Minuet (2005)
- 8-gatsu no Christmas (2005)
- Angel-A (2006)
- One more time, One more chance (5 Centimeters Per Second Special Edition) (2007)
- Mayonaka no Boon Boon (2008)
- Shinkaigyo (2008)
- Heart of Winter (2008)
- Haru mo Arashi mo (2009)
- HOBO Walking (2010)
- Hanabi (2010)

### Album studio
- Allergy no tokkoyaku (1996)
- HOME (1997)
- domino (1998)
- SHEEP (2000)
- transition (2001)
- Atelier (2003)
- ADDRESS (2006)
- IN MY HOUSE (2009)
- HOBO'S MUSIC (2010)

### EP
- Stereo (1996)
- Stereo 2 (1997)

### Album dal vivo
- One Knight Stands (2000)
- Transit Time (2002)
- With Strings (Collaborazione con Takayuki Hattori e Rush Strings, 2006)

### Album cover
- COVER ALL YO! (2007)
- COVER ALL HO! (2007)

### Raccolte
- Blue Period (Collezione di lati A, 2005)
- Out of the Blue (Collezione di lati B, 2005)

### DVD
- DOMINO ROUND (1999)
- ONE KNIGHT STANDS on films (2000)